# Pío del Río Hortega
Pío del Río Hortega (Portillo, Valladolid, 5 de mayo de 1882-Buenos Aires, 1 de junio de 1945) fue un médico e investigador español. Destacó en el campo de la histología, especialmente en el estudio del sistema nervioso. Trabajó primero con Nicolás Achúcarro, y después, menos intensamente, con Santiago Ramón y Cajal. Después de Cajal, es la figura más destacada de la llamada Escuela Histológica Española, conocido sobre todo por su descubrimiento de la microglía, llamada también "células de Hortega".

## Biografía

### Formación e investigación
Pío fue el cuarto de ocho hermanos. Hizo sus primeros estudios en su pueblo natal. Realizó sus estudios universitarios en la Facultad de Medicina de la Universidad de Valladolid licenciándose en Medicina en 1905. Empezó su carrera profesional ejerciendo como médico de su pueblo, Portillo, durante dos años, pero enseguida lo dejó para seguir su vocación investigadora. Pensionado por la Junta para Ampliación de Estudios en 1913, amplió su formación en su patria, Berlín, Londres y París. Volvió a España en 1915 para trabajar en el Laboratorio de Histología Normal y Patológica que fundó dicha Junta. Allí trabajó con el histólogo Nicolás Achúcarro, a quien, al morir, sucedería en 1918. En 1917 fue nombrado Secretario de la Sociedad Española de Biología que preside Ramón y Cajal. En 1920 Santiago Ramón y Cajal expulsó a Pío del Río Hortega del laboratorio que compartían en la Calle de la Infanta Isabel, y señaló e hizo escarnio de su homosexualidad. Ese año el vallisoletano comenzó su relación de convivencia con el empresario Nicolás Gómez del Moral que permaneció junto a él hasta su fallecimiento en Buenos Aires en 1945, donde compraron su primera casa juntos.
En 1920 la JAE puso a su cargo un laboratorio, situado en la Residencia de Estudiantes, por el que pasarían diversos investigadores de Europa para conocer sus métodos y descubrimientos.
En 1926 fue nombrado presidente de  Real Sociedad de Historia Natural y en 1927, miembro de la Sociedad de Biología de París. Además, en 1928 fue también nombrado jefe de la Sección de Investigación del Instituto Nacional del Cáncer, institución que llegó a dirigir tres años después.

### Microglía o células de Hortega
Para observar las células del tejido nervioso al microscopio, Río Hortega trabajó con la técnica del tanino y de la plata que había ideado Achúcarro, pero creó cuatro variantes diferentes. Una de éstas impregnaba de forma selectiva las estructuras internas de las células. Esto le permitió estudiar con detalle la neurona y la neuroglía. Más tarde ideó el método del carbonato de plata amoniacal con el fin de investigar mejor la neuroglia. Pudo modificar así todos los conocimientos que entonces se poseían sobre este tipo de célula, lo que le valió prestigio internacional y méritos en varias instituciones científicas norteamericanas y europeas. Algunos personajes de gran prestigio, como Wilder Penfield, acudieron a Madrid con el fin de aprender en su laboratorio. El repertorio bibliográfico norteamericano Index-Catalog escrito por los alemanes A. Metz y Hugo Spatz, introdujo el nombre de "células de Hortega" para designar la microglía, lo que pronto se aceptó en la comunidad científica. Con su descubrimiento, en 1919, distinguió la composición del "tercer elemento" del sistema nervioso de Cajal: estaba compuesto en realidad de la microglía y los oligodendrocitos. Pío del Río-Hortega, con ello, descubría dos de los cuatro tipos fundamentales de células del sistema nervioso central.

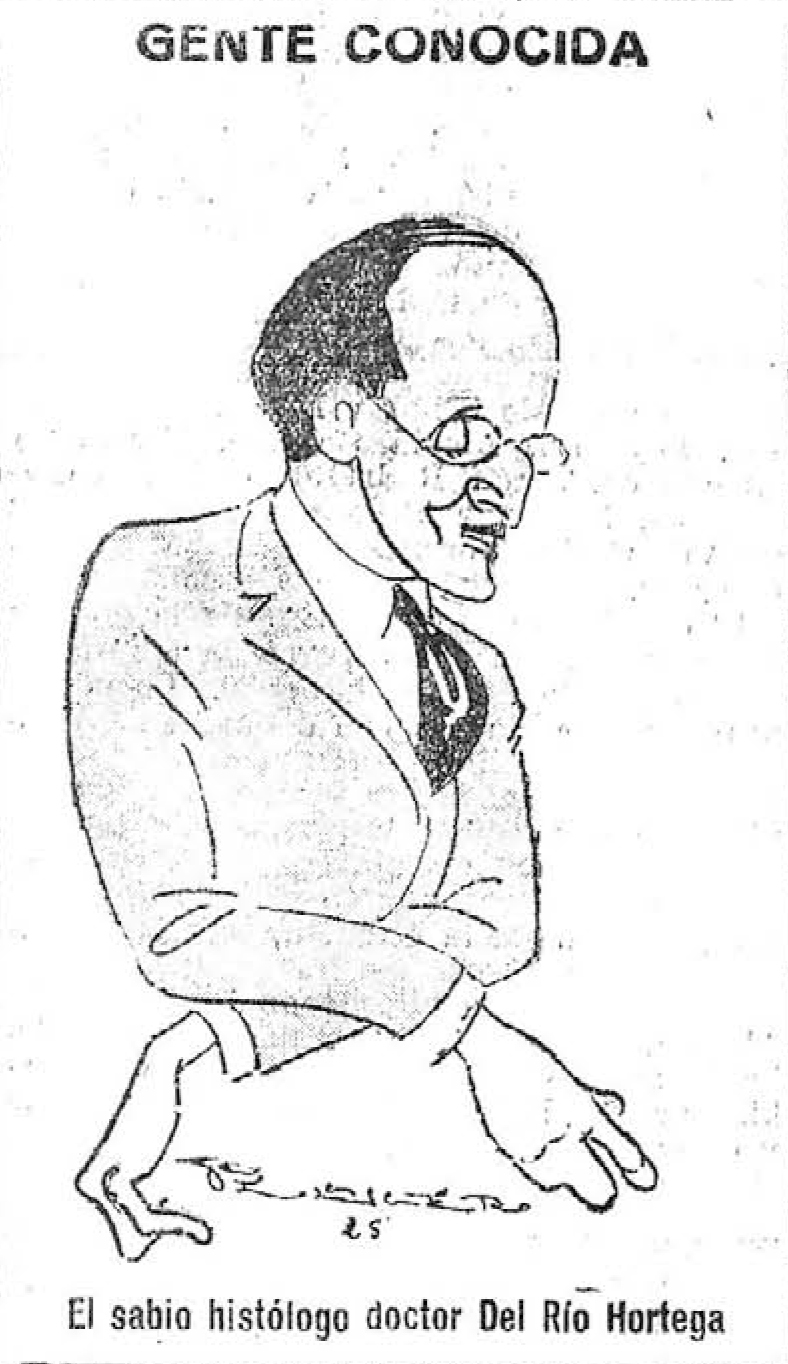
«Gente conocida. El sabio histólogo doctor Del Río Hortega». De Pellicer (El Imparcial, 1925).

Río Hortega también trabajó sobre la epífisis o glándula pineal, yendo más allá de los trabajos llevados a cabo por Achúcarro y por José Miguel Sacristán. Otro campo de sus investigaciones lo constituyó el estudio de los tumores generados en el sistema nervioso. En 1930 fundó los Archivos Españoles de Oncología.

### Propuesta de Nobel, filiación política, exilio y nuevas investigaciones
Pio fue propuesto en dos ocasiones al Premio Nobel de Medicina, 1929 y 1937, esta segunda en plena guerra civil española. En 1939 se publicó su descubrimiento sobre la microglia como artículo de divulgación científica. De filiación republicana, firmó junto a otros intelectuales un manifiesto de adhesión a la Segunda República. Tras la victoria del bando sublevado, tuvo que exiliarse primero a Inglaterra y luego a Argentina; en ambos destinos estuvo acompañado de su pareja, Nicolás Gómez del Moral.
Cofundador el 11 de febrero de 1933 de la Asociación de Amigos de la Unión Soviética, creada en unos tiempos en que la derecha sostenía un tono condenatorio en relación con los relatos sobre las conquistas y los problemas del socialismo en la URSS.
En octubre de 1936 siguió al gobierno de la Segunda República a Valencia, pero tras breves semanas se exilió en París. Allí, gracias al gran neurocirujano Clovis Vincent trabajó en el servicio de neurocirugía del Hospital de la Pitié. Se le concedió la Legión de Honor francesa. Pero en París las condiciones eran difíciles y marchó después a la Universidad de Oxford junto al neurocirujano Hugh Cairns. Fue nombrado doctor honoris causa por esta universidad y coincidió, entre otros, con Severo Ochoa, Josep Trueta, José Castillejo y Salvador de Madariaga. Al poco de iniciarse la IIª Guerra Mundial, cuando las bombas comenzaron a asolar Gran Bretaña, siendo miembro de diversas sociedades y academias de medicina americanas y europeas, decidió continuar su exilio en la Argentina, donde desde 1940 dirigió un laboratorio construido para él por la Institución Cultural Española de Buenos Aires, laboratorio que denominó "Ramón y Cajal" (en homenaje a su Maestro), y reclutó a numerosos discípulos, como Moisés Polak, Herberto Prieto Díaz (catedrático luego de Histología y Embriología en Buenos Aires) o Amanda Pellegrino de Iraldi, por mencionar a los más destacados. Allí retomó sus investigaciones histológicas e histopatológicas, demostrando el carácter neuróglico de las células satélite que envuelven a las neuronas de los ganglios sensitivos y del sistema nervioso vegetativo. La equiparación de dichos "gliocitos" a la oligodendroglia fue la culminación de su labor sobre este tipo de célula. También trabajó intensamente en los tumores del sistema nervioso. Parece que colaboró también en las investigaciones de la Escuela Neurobiológica Argentino-Germana de Christofredo Jakob. 
Su hallazgo de 1916, en Madrid, de cilios con movimiento sobre las neuronas cerebrales impulsó, en la década de 1960, la perspectiva de la evolución de la acción del sistema nervioso sobre el psiquismo a partir del control eléctrico de esos cilios en ciliados, desarrollada en la Escuela argentina por Mario Crocco.

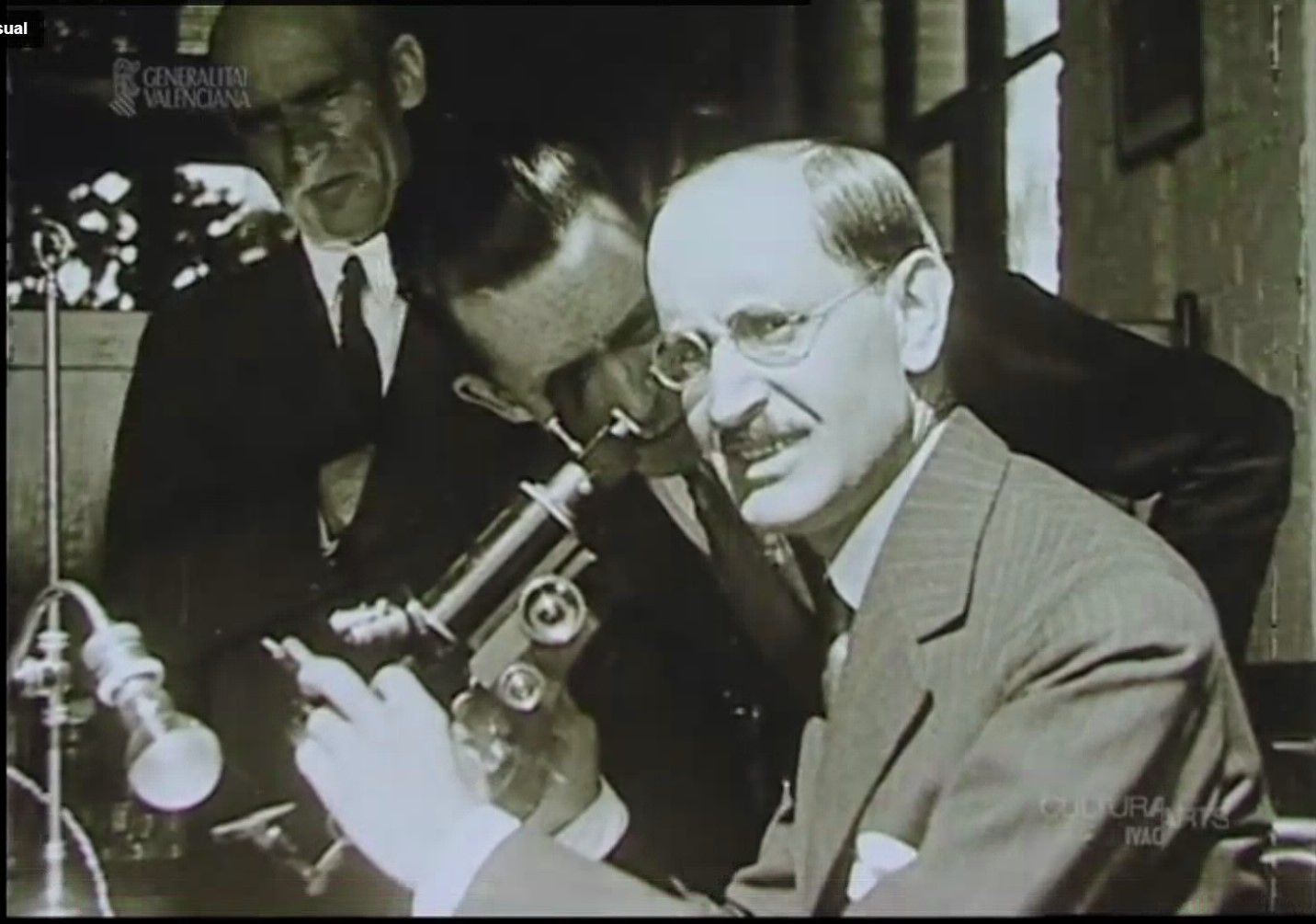
Pío del Río-Hortega en 1926, procedente de la película Qué es España.

### Fallecimiento en Argentina
Falleció el 1 de junio de 1945 en Buenos Aires, donde fue enterrado, víctima de un cáncer que él mismo se diagnosticó. Actualmente y desde octubre de 1986, sus restos descansan en el Panteón de Hombres Ilustres de Valladolid.

## Homenajes

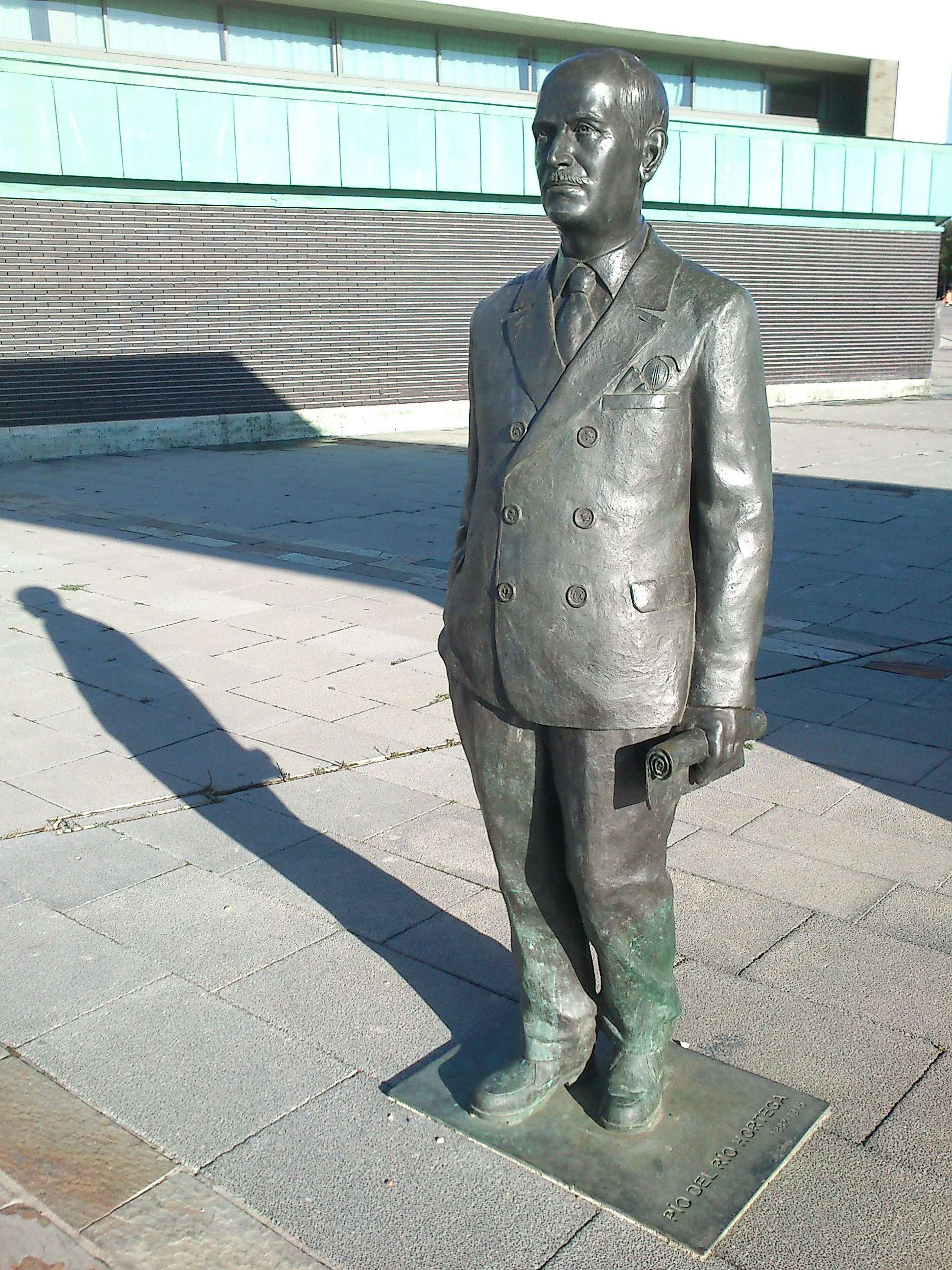
Estatua de Pío del Río en el Museo de la Ciencia de Valladolid.

En Valladolid lleva su nombre el Hospital Universitario Río-Hortega, una calle y un instituto de Educación Secundaria. En su pueblo de origen, Portillo, en la provincia de Valladolid, una calle, un colegio de Educación Primaria y un instituto de Educación Secundaria también lleva su nombre.

## Reconocimientos
- Candidato al Premio Nobel de Medicina en dos ocasiones, 1929 y 1937.[4]
- Doctor honoris causa por la Universidad de Oxford.[5]
- Estatua en el Museo de la Ciencia de Valladolid.